# Hadeninae
De Hadeninae zijn een onderfamilie van vlinders uit de familie van de uilen (Noctuidae).

## Taxonomie

### Geslachtengroepen
- Apameini
- Caradrinini
- Elaphrini
- Episemini
- Eriopygini
- Hadenini
- Ipimorphini
- Mythimnini
- Orthosiini
- Psaphidini
- Xylenini

### Geslachten
| - Acerra - Acherdoa - Achytonix - Acopa - Acrapex - Admetovis - Aeologramma - Afotella - Agrotisia - Amolita - Anateinoma - Annaphila - Anorthodes - Anycteola - Apaustis - Apospasta - Axenus - Barybela - Bathytricha - Borbotana - Bornolis - Bryolymnia - Busseola - Callixena - Calophasidia - Carelis - Cephalospargeta - Checupa - Chytonix - Clethrorasa - Conicofrontia - Conservula - Corythurus - Cosmodes - Crocigrapha - Cropia - Dargida - Dasygaster - Data - Dictyestra - Diplonephra - Dipterygina - Draudtia - Dyrzela - Eccleta | - Elusa - Emarginea - Emariannia - Eremaula - Eremochroa - Escaria - Eviridemas - Faronta - Feliniopsis - Fota - Fotella - Gloanna - Gonodes - Hadenella - Haemerosia - Hemibryomima - Heminocloa - Hemioslaria - Heterodelta - Himella - Homoanarta - Hypoperigea - Iambia - Janthinea - Lasionycta - Lignispalta - Lophocalama - Magusa - Manga - Marilopteryx - Metopiora - Micrathetis - Minofala - Miracavira - Mudaria - Musothyma - Nacopa - Narthecophora - Nedra - Nephelodes - Neumoegenia - Ogdoconta - Pachythrix - Pansemna - Paradiopa | - Paromphale - Persectania - Phosphila - Phuphena - Platyprosopa - Psammopolia - Pseudenargia - Podagra - Poecopa - Poeonoma - Prochloridea - Prometopus - Properigea - Prospalta - Prothrinax - Protoperigea - Pseudanarta - Pseudanthoecia - Pseudobryomima - Pseudoedaleosia - Pyrois - Sasunaga - Sciomesa - Scotogramma - Sesamia - Sparkia - Speia - Speocropia - Stenopterygia - Stibaera - Syntheta - Thegalea - Thurberiphaga - Tiracola - Trichocerapoda - Trichoclea - Trichocosmia - Tridentifrons - Tridepia - Tringilburra - Trudestra - Walterella - Xylostola - Yepcalphis - Zotheca |